# Strma peč
Strma peč (italijansko Monte Cimone), 2379 mnm, je najvišji vrh v zahodnem delu Montaževe skupine.
K gmoti Zabuša jo pripenja škrbina Forca di Vandul (1986 mnm). Strma peč se je izneverila svojemu imenu le na jugovzhodni strani, od koder je lahko dostopna. Z ostalih strani pa jo obdajajo strme prepadne stene. Najmogočnejša je severna stran, ki popolnoma navpično pada v sotesko Sfonderat (Brez dna). Čez te stene, ki so ene najlepših v Julijcih se pne kar nekaj težavnih plezalnih smeri.

## Dostop
Gora je dostopna po označeni poti št. 640 s parkirišča na planini Pecol mimo mlekarne, čez škrbino Forca di Vandul in zavarovano skalno stopnjo na sedlo Viene, naprej po travnatem jugovzhodnem pobočju na njen vrh. Od parkirišča do Strme peči okoli 4 ure.
Na pobočju sedla Viene se nahaja bivak Sandro del Torso.